# Лавовско-сандомјешка офанзива
Лавовско-сандомјешка офанзива  или Лавовско-сандомјешка стратешка офанзивна операција (рус. Львовско-Сандомирская стратегическая наступательная операция) била је велика операција Црвене армије којом су немачке трупе биле протеране из Украјине и источне Пољске. Покренута средином јула 1944. године, Црвена армија је постигла постављене циљеве до краја августа.
Офанзива је била састављена од три мање операције:
- Лавовска офанзивна операција (13. јул 1944 – 27. јул 1944)
- Станиславска офанзивна операција (13. јул 1944 – 27. јул 1944)
- Сандомјешка офанзивна операција (28. јул 1944 – 29. август 1944)

Операција Лавов–Сандомјеж генерално је у сенци великих успеха истовремено спроведене операције Багратион у којој је уништена армијска група Центар. Међутим, већина ресурса Црвене армије и Црвеног ратног ваздухопловства није била додељена белоруској операцији Багратион, већ операцијама Лавов-Сандомјеж. Кампања је вођена као Маскировка. Концентришући се на јужну Пољску и Украјину, Совјети су повукли немачке мобилне резерве према југу, остављајући групу армија Центар рањивом на концентрисани напад. Када су Совјети покренули офанзиву Багратион на групу армија Центар, то је створило кризу на источном немачком фронту, која је затим присилила моћне немачке панцарске снаге натраг на централни фронт, остављајући Совјетима слободу да остваре своје циљеве у заузимању западне Украјине, мостове Висле и учврсте се у Румунији.

## Позадина
Почетком јуна 1944, снаге генералфелдмаршала Валтера Модела, група армија Северна Украјина, биле су потиснуте даље од Дњепра и очајнички су се држале северозападног угла Украјине. Јосиф Стаљин наредио је потпуно ослобађање Украјине, а Ставка је покренула планове који ће прерасти у Лавовско-сандомјешку офанзиву. У раној фази планирања, офанзива је била позната као Лавовско-пшемисловска операција. Циљ офанзиве био је да Први украјински фронт маршала Ивана Коњева ослободи Лавов и протера немачке трупе из Украјине и заузме низ мостобрана на реци Висли.
Ставка је такође планирала још већу офанзиву, кодног назива операција Багратион која би се поклопила са офанзивом Коњева. Циљ операције Багратион није био ништа мање од потпуног ослобађања Белорусије, а такође и присиљавање Вермахта да напусти источну Пољску. Стратешка Лавовско–сандомјешка офанзива требало је да буде средство за онемогућавање пребацивања резерви од стране Врховне команде Вермахта армијској групи Центар.

## Супротстављене снаге
Док је Ставка закључивала своје офанзивне планове генералфелдмаршал Модел уклоњен је из команде групе армија Северна Украјина и замењен је генералоберстом Јозефом Харпеом. Харпеове снаге су укључивале две оклопне армије: 1. оклопну армију, под командом генералоберста Готхарда Хајнриција и 4. оклопну армију под командом генерала панцертрупа Валтера Неринга. У саставу 1. оклопне армије била је 1. мађарска армија. Харпе је имао на располагању само 420 тенкова, Штугова и других разних оклопних возила. Његова армијска група бројала је око 400.000 војника а имао је подршку 700 авиона Луфтфлоте 4 (укључујући ветеранске ваздухопловне јединице 8. ваздушног корпуса) и 300-400 авиона оближње Луфтфлоте 6. Међутим, због сложеног ланца командовања, Харпе није могао директно да контролише јединице Луфтвафеа.
Снаге 1. украјинског фронта, под командом Коњева, знатно су надмашивале снаге групе армија Северна Украјина. Први украјински фронт располагао је са преко 1.002.200 војника, око 2,050 тенкова, око 16,000 топова и минобацача, и преко 3.250 летелица 2. ваздухопловне армије којом је командовао генерал Степан Красовски. Поред тога, морал Коњевових трупа био је изузетно висок након недавних победа у Украјини. Они су били у офанзиви скоро годину дана и били су сведоци пропадања групе армија Центар.
Напад 1. украјинског фронта имао је два правца напада. Први, који је циљао према Рава-Руској, требало је да га предводе 3. гардијска, 1. гардијска тенковска и 13. армија. Други правац био је усмерен на сам Лавов, а требало је да га предводе 60, 38, 3. гардијска тенковска и 4. тенковска армија. Црвена армија је постигла огромну супериорност над Немцима ограничивши њихове нападе на фронт ширине од само 26 километара. Коњев је распоредио око 240 топова и минобацача по километру фронта.

## Почетак напада
Северни напад на Рава-Руско започео је 13. јула 1944. Снаге 1. украјинског фронта лако су се пробиле у близини Горохова. Ослабљени Вермахтов XLII армијски корпус успео је да се повуче релативно нетакнут уз помоћ ојачаних одреда позадинске гарде. До ноћи, 13. армија 1. украјинског фронта продрла је кроз немачке линије 20 километара. Пробој 1. украјинског фронта догодио се северно од XIII армијског корпуса.
Дана 14. јула 1944, напад са циљем ослобађања Лавова започет је јужно од XIII армијског корпуса, који је имао положаје у близини Бродија. Јединице Црвене армије пробиле су линију близу Горохова на северу и код Нише на југу, остављајући XIII корпус опасно изложеним. Снаге које су биле на северном правцу према Рава-Руској тада су почеле да се деле, окрећући неколико јединица 13. армије према југу, покушавајући да опколе XIII армијски корпус.
Северне снаге су убрзо наишле на слабе елементе 291. и 340. пешадијске дивизије, али су оне брзо натеране на повлачење. Дана 15. јула, генералоберст Неринг, схватајући да је његова 4. панцерска армија озбиљно угрожена, наредио је својим двема резервним дивизијама, 16. и 17. панцер дивизијама, да изврше контранапад у близини Горохова и Дружкопила у покушају да зауставе совјетски северни напад. Две дивизије располагале су само са 43 тенка и упркос њиховим напорима, немачки контранапад је убрзо пропао. Масивно надмоћне снаге Црвене армије убрзо су приморале две панцерске дивизије да се придруже пешачким дивизијама у повлачењу. Коњев је наложио покретној групи Баранов да крене напред како би помогао да се искористи пробој. Покретна група Баранов је брзо напредовала, под окриљем ваздушне подршке, и током следећа три дана успела је да заузме град Каменку Струмилову и да заузме и одржи мостобран на западној обали реке Јужни Буг, пресецајући тако XIII армијском корпусу линију комуникација и њиховог пута повлачења.

## Опкољавање код Бродија (Бродијев котао)
На југу је велики напад Црвене армије усмерен на спој 1. и 4. успешно одбијен 14. јула од стране дивизије Корпсабтејлунг Ц. Први украјински фронт пребацио је њихов напад на југ, а након неизмерног артиљеријског и ваздушног бомбардовања напали су већ ослабљене 349. и 357. пешадијске дивизије. 349. пешадијска дивизија распала се под жестоким нападом, а преживели су се у нереду повлачили. Због дејства Корпсабтејлунг-а Ц и 357. пешадијске дивизије, продор 1. украјинског фронта био је широк само 3-4 километра. Упркос томе, 1. украјински фронт наставио је да напредује према градовима Золочив и Сасив, прекидајући комуникације између XIII армијског корпуса и XLVIII оклопног корпуса.
Немачка артиљерија из оба корпуса и из 18. артиљеријске дивизије започела је напад на уски пролаз, назван Колтивски коридор. Покренут је исхитрени контранапад 1. оклопне и 8. оклопне дивизије, у пратњи елемената 14. СС гренадирске дивизије (1. украјинске). Док су се 1. украјинска и 1. оклопна дивизија добро бориле, 8. оклопна дивизија је залутала и нашла у подручју XIII армијског корпуса. Одсечена од XLVIII оклопног корпуса и 1. оклопне дивизије, није могла да учествује у нападу. Упркос почетним успесима, 1. украјински фронт је коначно успео да заустави немачки напад, уз помоћ 2. ваздухопловне армије која је бацила 17.200 бомби на немачке панцере. Одсуство 8. оклопне дивизије значило је да је напад осуђен на неуспех. Заповедник 8. оклопне дивизије игнорисао је изричита наређења и покушао је да поведе своје снаге пречицом. Уместо тога, дивизија је распоређена на деоници Золочив - Зборив на путу Лавов -Тернопољ, претрпела је огромне губитке од авиона модела Ил-2 Црвеног ратног ваздухопловства. Упркос томе, јужни напад се одвијао споро.
Коњев је 16. јула ризиковао и наредио генерал-пуковнику Павелу Рибалку да покрене напад на југу са својом 3. гардијском тенковском армијом. То је значило да ће војска морати да прође уским Колтивским коридором, стално под артиљеријском ватром и жестоким немачким контранападима. Трећа гардијска тенковска армија нагнула је равнотежу у правцу Лавова и убрзо је совјетско напредовање наставило напредовање према западу. Командант XIII армијског корпуса схватио је да се његов корпус мора повући ако жели да избегне опкољавање. Дато је наређење да се све јединице корпуса врате на Принц-Еуген-Стелунг, низ одбрамбених положаја изграђених у јуну 1944. године, који су се делимично протезали дуж реке Стрипе око 35 км западно од Тернопоља. Снажни напади 1. украјинског фронта током 17. јула успели су да заузму делове Принц-Еуген-Стелунга. 14. СС гренадирска дивизија (1. украјинска) укључила се у борбу у покушају да поврати ове изгубљене положаје, али је након почетног успеха налетела на јединицу совјетских тенкова ИС-2 која је зауставила напредовање СС-а. Упркос поновљеним упозорењима својих потчињених, командант корпуса Артур Хофе, није наредио даље повлачење, осуђујући три дивизије XIII армијског корпуса и Корпсабтејлунг Ц у Бродију на пораз.
Дана 18. јула обновљени напади 1. украјинског фронта резултирали су продором у оперативном правцу Лавова. Касно током дана, 1. украјински фронт се пробио до града Буска. Опкољавање је било завршено. Око 45.000 људи из XIII армијског корпуса заробљено је око Бродија, а дуж фронта групе армија Северна Украјина извршен је пробој од 200 км.

## Уништење у Бродију: редефинисани циљеви
За војнике заробљене код Бродија помоћ није стигла. Упркос неколико очајничких напада исцрпљених и недовољно снажних снага XLVIII и XXIV оклопних корпуса, кордон 1. украјинског фронта наставио је да се стеже. Под континуираним нападима 1. украјинског фронта, Харпе је наредио својим снагама да се повуку, напустивши заробљени XIII армијски корпус. Под сталним артиљеријским и ваздушним бомбардовањем, немачке снаге извршиле су неколико покушаја пробијања, али оклопне снаге 1. украјинског фронта лако су их одбиле и Немци су претрпели велике губитке. Дана 22. јула, 1. украјински фронт је кренуо у коначни напад и до мрака је готово сав отпор био елиминисан. Раштркани преживели су се разишли у мале групе и покушали да побегну. Мало је ко стигао до линија Осовине, али међу њима је било 3.500 људи 14. СС гренадирске дивизије. Пре операције, дивизија је бројала 11.000 људи. Коњев је био усхићен неочекиваним успехом операције. Харпеова армијска група се повлачила, 4. оклопна армија до реке Висле и 1. оклопна армија заједно са 1. мађарском армијом до подручја око Карпата.
Сам Лавов поново су окупирали Совјети 26. јула, након првог пута у септембру 1939. Овог пута град је релативно лако заузет од стране совјетског 1. украјинског фронта. Немци су били потпуно протерани из западне Украјине. Видевши овај успех, Ставка је издала нова наређења 28. јула. Коњев је требало да нападне Вислу и заузме град Сандомјеж, у нацистичкој окупираној јужној Пољској. Украјинске наде о независности срушене су усред огромне снаге Совјета, слично као у Естонији, Летонији и Литванији. Украјинска устаничка армија, наставила би да води герилски рат против Совјета и током 1950-их.

## Обновљени напад: заузимање Сандомјежа
Обновљена совјетска офанзива започела је 29. јула, а прве трупе 1. украјинског фронта брзо су стигле до Висле и успоставили снажни мостобран код града Баранов Сандомјерски. Међутим, снажни немачки контранапади у близини Сандомјежа спречили су даље ширење совјетског мостобрана. Почетком августа Харпе је добио мало предаха. Пет дивизија, укључујући и једну оклопну дивизију, пребачено је из групе армија Јужна Украјина. Оне су одмах бачене у акцију око Сандомјежа. Убрзо након тога, још пет немачких дивизија, три мађарске дивизије, шест бригада СтуГ и 501. тешки тенковски батаљон (опремљен тенковима Тигар II) стављени су под Харпеову команду.
Немачки контранапади покренути су у покушају да Совјете протерају натраг преко Висле. Користећи градове Мјелец и Тарнобжег на источној обали реке као базе, ови напади нанели су велике жртве совјетским снагама. До средине августа, совјетски 6. гардијски тенковски корпус имао је само 67 тенкова. Немци су покренули жесток контранапад са 501. тешким тенковским батаљоном и 16. тенковском дивизијом, са укупно око 140 тенкова, укључујући 20 тенкова модела Тигар II. Упркос великом броју непријатељских тенкова, 6. гарда је држала мостобран, уништивши 10 тенкова модела Тигар II. До 16. августа, немачки контранапади су почели да губе замах, а Рибалко, командант мостобрана, успео је да прошири совјетско контролисано подручје за око 120 километара, заузевши град Сандомјеж. Како су обе стране биле исцрпљене, борбе су замрле и Лавовско-сандомјешка офанзива се сматрала завршеном.

## Одреди у биткама

### Црвена армија
Први украјински фронт (Коњев)
Оперативни правац Рава-Руска
- 3. гардијска армија (Гордов)
- 1. гардијска тенковска армија (Катуков)
- 13. совјетска армија (Пухов)

Лавовски оперативни правац
- 60. совјетска армија (Курочкин)
- 38. совјетска армија (Москаленко)
- 3. гардијска тенковска армија (Рибалко)
- 4. совјетска тенковска армија (Лељушенко)
- 2. ваздушна армија (Красовски)

### Сила Осовине
Армијска група Северна Украјина (Генералоберст Јозеф Харпе) – 12. јул 1944
- 18. артиљеријска дивизија
- 4. оклопна армија
  - XLVI оклопни корпус
    - 16. оклопна дивизија
    - 17. оклопна дивизија
    - 291. пешадијска дивизија
    - 340. фолкс-гренадирска дивизија

  - XXXXII армијски корпус
    - 72. пешадијска дивизија
    - 88. пешадијска дивизија
    - 214. пешадијска дивизија?
    - + 213. сигурносна дивизија?

  - LVI оклопни корпус
    - 26. пешадијска дивизија
    - 342. пешадијска дивизија
    - 1. скијашка дивизија
    - + 253. пешадијска дивизија?

  - VIII армијски корпус
    - 5. ловачка дивизија
    - 211. фолкс-гренадирска дивизија
    - 12. мађарска резервна дивизија
- 1. оклопна армија (генералоберст Готхард Хајнрици)
  - XIII армијски корпус
    - Корпсабтејлунг Ц
    - 361. фолкс-гренадирска дивизија
    - 454. сигурносна дивизија
    - + 14. СС гренадирска дивизија (1. украјинска) (у резерви)

  - XXXXVIII оклопни корпус
    - 96. пешадијска дивизија
    - 349. фолкс-гренадирска дивизија
    - 359. пешадијска дивизија
    - + 357. пешадијска дивизија?

  - III оклопни корпус
    - 1. оклопна дивизија
    - 8. оклопна дивизија

  - XXIV оклопни корпус
    - 20. оклопна дивизија
    - 100. ловачка дивизија
    - 75. пешадијска дивизија
    - 254. пешадијска дивизија
    - 371. пешадијска дивизија

  - LIX армијски корпус
    - 1. пешадијска дивизија
    - 208. пешадијска дивизија
    - 20. мађарска пешадијска дивизија
- 1. мађарска армија (генерал-пуковник Ференц Фаркаш)
  - XI армијски корпус
    - 101. ловачка дивизија
    - 24. мађарска пешадијска дивизија
    - 25. мађарска пешадијска дивизија
    - 18. мађарска резервна дивизија

  - VII мађарски армијски корпус
    - 16. мађарска пешадијска дивизија
    - 68. пешадијска дивизија
    - 168. пешадијска дивизија

  - VI мађарски армијски корпус
    - 27. мађарска лака дивизија
    - 1. мађарска планинска бригада

  - Мађарска 1. армија
    - 2. мађарска оклопна дивизија
    - 2. мађарска планинска бригада
    - 19. мађарска резервна дивизија
- Луфтфлоте 4
  - 8. ваздушни корпус
  - у близини Луфтфлоте 6

## Губици
Извештаји Вермахта наглашавају успешно повлачење неколико снага, у складу са Фрајзеровом проценом. Совјетске процене биле су знатно веће: према извештају совјетског завода за информисање из августа 1944, немачке снаге претрпеле су 350.000 жртава. Од тога је 140.000 убијено и 32.360 заробљено, пре свега у Бродијевом џепу. Поред тога, Совјети су тврдили да су током офанзиве уништили 1.941 немачки тенк и 687 авиона.